# Samuel Chelanga
Samuel „Sam“ Chelanga (* 23. Februar 1985 im Baringo County) ist ein US-amerikanischer Leichtathlet kenianischer Herkunft, der sich auf den Langstreckenlauf spezialisiert hat.

## Sportliche Laufbahn
Samuel Chelanga wuchs in Kenia auf und kam durch ein Stipendium in die Vereinigten Staaten und studierte dort ab 2006 an der Liberty University. 2010 wurde er NCAA-Collegemeister im 10.000-Meter-Lauf sowie 2011 über 5000 Meter. Erste internationale Erfahrungen sammelte er bei den Crosslauf-Weltmeisterschaften 2017 in Kampala, bei denen er nach 29:13 min auf den elften Platz im Einzelrennen gelangte und im Jahr darauf wurde er bei den Halbmarathon-Weltmeisterschaften 2018 in Valencia nach 1:01:23 h 14. Bei den Crosslauf-Weltmeisterschaften 2023 in Bathurst lief er nach 31:04 min auf dem 21. Platz ein. Im selben Jahr gewann er dann bei den Panamerikanischen Spielen in Santiago de Chile in 29:01,21 min die Silbermedaille im 10.000-Meter-Lauf hinter seinem Landsmann Isai Rodriguez.
2015 wurde Chelanga US-amerikanischer Meister im 12-km-Straßenlauf und 2016 über 10 Meilen.

## Persönliche Bestleistungen
- 5000 Meter: 13:09,67 min, 2. Juni 2012 in Eugene
  - 3000 Meter (Halle): 7:5,21 min, 8. Februar 2014 in Boston
  - 5000 Meter (Halle): 13:04,35 min, 16. Januar 2014 in Boston
- 10.000 Meter: 27:08,39 min, 1. Mai 2010 in Palo Alto
- Halbmarathon: 1:00:37 h, 14. Januar 2018 in Houston
- Marathon: 2:08:50 h, 8. Oktober 2023 in Chicago